# Àrea Metropolitana de Barcelona
L'Àrea Metropolitana de Barcelona és una entitat administrativa pública metropolitana nascuda el 2010, formada per Barcelona i un total de 36 municipis que acullen més de 3,2 milions de persones. Agrupa, doncs, part de la regió metropolitana de Barcelona, una zona geogràfica que va més enllà de l'àrea administrativa i que segons dades d'Eurostat (Comissió Europea) és la tercera més gran de la Unió Europea amb una població d'aproximadament 5.200.000 d'habitants.
La delimitació administrativa actual té 636 km² de superfície, tot i que una llei de 1968 la va definir inicicalment com una àrea molt més vasta, que ocupava 3.297 km². El 48% dels seu territori està urbanitzat i el 52% restant és ocupat per 25 km de platges i més de 25.000 hectàrees de zones naturals.
Dins el territori metropolità hi ha tres grans espais : la zona agrícola del delta del Llobregat, les àrees urbanitzades del pla de Barcelona i els espais verds dels massissos del Garraf, Collserola i la serralada de Marina.
És l'aglomeració metropolitana més important del Mediterrani occidental, on es genera la meitat del PIB de Catalunya.

## Història

### Antecedents
Històricament l'Àrea Metropolitana de Barcelona va ser administrada per la Corporació Metropolitana de Barcelona. Quan l'entitat que es va dissoldre el 1987, les seves competències van passar a mans de l'Entitat Metropolitana del Transport, l'Entitat Metropolitana del Medi Ambient i la Mancomunitat de Municipis de l'Àrea Metropolitana.
- Entitat Metropolitana del Transport: Integrada per 18 municipis, donava servei a una població de 2.819.867 habitants dins d'una extensió de 334,6 km². Va ser creada per gestionar de forma conjunta els serveis de transport públic de la capital i els municipis més propers a aquesta.
- Entitat del Medi Ambient: Integrada per 18 municipis. S'encarregava de la gestió dels serveis hidràulics i el tractament de residus, donava servei a una població de 3.161.812 habitants en una extensió de 588 km².
- Mancomunitat de Municipis: Integrada per 31 municipis. Gestionava les àrees en comú que afectaven a espais públics, infraestructures i vialitat, equipaments, urbanisme i habitatge. Tenia 3.059.016 habitants i una extensió de 492,6 km².

Mancomunitat de municipis
Entitat Metropolitana del Transport
Entitat Metropolitana del Medi Ambient
Àrea metropolitana de Barcelona dins l'Àmbit metropolità

### Creació de l'administració metropolitana (AMB)
La constitució oficial com a administració pública es va fer en un Consell Metropolità extraordinari el 21 de juliol del 2011, d'acord amb la Llei 31/2010 aprovada el 27 de juliol de 2010 pel Parlament de Catalunya. L'AMB va substituir les tres entitats vigents fins aleshores (Mancomunitat de Municipis de l'Àrea Metropolitana de Barcelona, Entitat del Medi Ambient i Entitat Metropolitana del Transport) amb la voluntat de racionalitzar i simplificar la governança metropolitana. L'Àrea Metropolitana de Barcelona (AMB) és actualment l'administració pública de l'àrea metropolitana de Barcelona, i gestiona una conurbació urbana formada per un total de 36 municipis, amb una població de 3.239.337 habitants i una extensió de 636 km².
Té competències en els àmbits de la cohesió social, la planificació territorial i l'urbanisme, la mobilitat, el transport, la gestió de residus, l'abastament d'aigua, la protecció del medi ambient, l'habitatge social, les infraestructures i la promoció econòmica del territori metropolità.

## Municipis integrants
| Ciutat                      | Comarca           | Habitants (2018) | Àrea en km² |
| --------------------------- | ----------------- | ---------------- | ----------- |
| Barcelona                   | Barcelonès        | 1.620.343        | 101,4       |
| Hospitalet de Llobregat, L' | Barcelonès        | 261.068          | 12,4        |
| Badalona                    | Barcelonès        | 217.741          | 21,2        |
| Santa Coloma de Gramenet    | Barcelonès        | 118.821          | 7,0         |
| Sant Cugat del Vallès       | Vallès Occidental | 90.664           | 48,2        |
| Cornellà de Llobregat       | Baix Llobregat    | 87.173           | 7,0         |
| Sant Boi de Llobregat       | Baix Llobregat    | 82.904           | 21,5        |
| Castelldefels               | Baix Llobregat    | 66.375           | 12,9        |
| Viladecans                  | Baix Llobregat    | 66.168           | 20,4        |
| Prat de Llobregat, El       | Baix Llobregat    | 64.132           | 31,4        |
| Cerdanyola del Vallès       | Vallès Occidental | 57.740           | 30,6        |
| Gavà                        | Baix Llobregat    | 46.705           | 30,8        |
| Esplugues de Llobregat      | Baix Llobregat    | 46.355           | 4,6         |
| Sant Feliu de Llobregat     | Baix Llobregat    | 44.474           | 11,8        |
| Ripollet                    | Vallès Occidental | 38.347           | 4,3         |
| Sant Adrià de Besòs         | Barcelonès        | 36.669           | 3,8         |
| Montcada i Reixac           | Vallès Occidental | 35.599           | 23,5        |
| Sant Joan Despí             | Baix Llobregat    | 34.084           | 6,2         |
| Barberà del Vallès          | Vallès Occidental | 32.839           | 8,3         |
| Sant Vicenç dels Horts      | Baix Llobregat    | 27.901           | 9,1         |
| Sant Andreu de la Barca     | Baix Llobregat    | 27.332           | 5,5         |
| Molins de Rei               | Baix Llobregat    | 25.687           | 15,9        |
| Sant Just Desvern           | Baix Llobregat    | 17.494           | 7,8         |
| Corbera de Llobregat        | Baix Llobregat    | 14.643           | 18,4        |
| Badia del Vallès            | Vallès Occidental | 13.417           | 0,9         |
| Castellbisbal               | Vallès Occidental | 12.332           | 31          |
| Montgat                     | Maresme           | 11.819           | 2,9         |
| Pallejà                     | Baix Llobregat    | 11.486           | 8,3         |
| Cervelló                    | Baix Llobregat    | 8.970            | 24,1        |
| Tiana                       | Maresme           | 8.709            | 8,0         |
| Santa Coloma de Cervelló    | Baix Llobregat    | 8.179            | 7,5         |
| Begues                      | Baix Llobregat    | 6.961            | 50,4        |
| Torrelles de Llobregat      | Baix Llobregat    | 5.945            | 13,6        |
| Sant Climent de Llobregat   | Baix Llobregat    | 4.107            | 10,8        |
| Papiol, El                  | Baix Llobregat    | 4.103            | 9,0         |
| Palma de Cervelló, La       | Baix Llobregat    | 2.982            | 5,5         |
|                             |                   |                  |             |
| TOTAL                       |                   | 3.260.268        | 636         |

## Competències

### Territorials
L'AMB té competències en tres àmbits: ordenació del territori, urbanisme i infraestructures d'interès metropolità.

#### Ordenació del territori
- Participació en la formulació i tramitació del Pla territorial general de Catalunya.
- Participació en la redacció i el seguiment dels plans territorials parcials que afectin el seu àmbit i dels plans territorials sectorials que afectin les seves competències.
- Formulació de plans, cartes i programes de protecció, gestió i ordenació del paisatge.[4]

#### Urbanisme
- Ordenació urbanística integrada del territori metropolità mitjançant el Pla director urbanístic metropolità (PDUM) i el Pla d'ordenació urbanística metropolità (POUM). La iniciativa de formulació i les aprovacions inicial i provisional d'ambdós plans i de les seves modificacions posteriors corresponen a l'AMB.
- Participació en la Comissió d'Urbanisme de l'Àrea Metropolitana de Barcelona.
- Formulació i aprovació inicial i provisional dels programes d'actuació urbanística plurimunicipals.
- Formulació i aprovació de figures de planejament derivat d'interès metropolità o que afectin diversos municipis.
- Gestió urbanística del PDUM i el POUM, amb caràcter d'administració competent i actuant.
- Protecció de la legalitat urbanística per delegació dels municipis o substitució de la competència municipal. Exercici de la potestat sancionadora, quan correspongui.
- Cooperació i assistència tècnica jurídica i econòmica als municipis en matèria de planificació, programes d'actuació, projectes i obres, i disciplina urbanística.[4]

#### Infraestructures d'interès metropolità
- Realització i gestió d'infraestructures vinculades a la mobilitat, als parcs, a les platges, als espais naturals, als equipaments, a les dotacions, a les instal·lacions i als serveis tècnics mediambientals i de proveïment.

### Transport i mobilitat
A l'AMB es planifiquen i gestionen les xarxes d'autobusos i altres mitjans de transport públic, excepte els tramvies.
Les competències, a més de la planificació i la gestió, són:
- El transport públic urbà col·lectiu de viatgers en superfície, llevat del sistema tramviari.
- Prestació dels serveis de metro i transport públic subterrani de viatgers.
- Ordenació del servei de taxi.
- Aprovació del Pla metropolità de mobilitat urbana. Definició de la xarxa viària bàsica metropolitana. Participació en la gestió del trànsit en aquesta xarxa, conjuntament amb la Generalitat.
- Ordenació i gestió del transport de viatgers amb finalitats culturals i turístiques, per delegació dels ajuntaments.
- Promoció del transport sostenible.
- Gestió de les rondes de Barcelona[4]

### Medi ambient i sostenibilitat
Cicle de l'aigua
- Subministrament domiciliari d'aigua potable o abastament d'aigua en baixa.
- Sanejament de l'aigua captada per a la seva utilització.
- Depuració d'aigües residuals.
- Regeneració d'aigües depurades per a altres usos com regs o recàrregues d'aqüífers.
- Coordinació dels sistemes municipals de sanejament d'aigües, en particular la planificació i la gestió integrada de l'evacuació d'aigües pluvials i residuals i de les xarxes de clavegueram.
- Regulació de les tarifes corresponents[4]

Residus
- Tractament dels residus municipals i dels procedents d'obres, així com la seva valorització (recuperació i reciclatge de paper, metall, plàstic i altres materials; obtenció d'energia i de compost...) i disposició (abocament controlat dels residus no reciclables).
- Coordinació dels sistemes municipals de recollida.
- Tria i selecció d'envasos.
- Servei de deixalleria, en col·laboració amb els municipis.[4]

Altres competències
- Coordinació i formulació d'un Pla d'actuació metropolità per a la protecció del medi ambient, la salut i la biodiversitat, i de mesures de lluita contra el canvi climàtic i la formulació d'una Agenda 21 metropolitana.
- Participació en l'elaboració de mapes de capacitat acústica i mapes estratègics de sorolls.
- Emissió d'informes ambientals.
- Col·laboració amb els municipis en les polítiques d'ordenació ambiental.
- Promoció i gestió d'instal·lacions d'energies renovables.[4]

### Habitatge
L'AMB exerceix les competències en polítiques de sòl i habitatge que estableix la legislació urbanística. Ho fa per delegació dels municipis metropolitans i per garantir la solidaritat intermunicipal en aquestes actuacions.
- Defineix les polítiques de sòl i habitatge, en el marc del Pla director urbanístic metropolità, amb l'objectiu de garantir la solidaritat intermunicipal en aquestes actuacions i de fer efectiu el dret constitucional a l'habitatge.
- Exerceix les competències en matèria de política de sòl i habitatge que estableix la legislació urbanística, per delegació dels municipis metropolitans.
- Realitza les tasques d'ordenació territorial per a la destinació de sòl a usos industrials i terciaris; impulsa promocions d'habitatge assequible, i s'encarrega de la construcció dels equipaments públics encomanats pels municipis metropolitans.
- De la mateixa manera, l'administració metropolitana exerceix les competències en matèria d'habitatge que li reconeguin les lleis i les que li siguin delegades per conveni o per via consorcial.[4]

### Desenvolupament econòmic
Té l'objectiu de fomentar l'activitat econòmica, l'ocupació i la creació d'empreses en els camps de la indústria, el comerç, els serveis i els recursos turístics.
- Foment de l'activitat econòmica, l'ocupació i la creació d'empreses en els camps de la indústria, el comerç, els serveis i els recursos turístics.
- Promoció d'un Pla estratègic metropolità per a la modernització, la recerca i la innovació.

### Cohesió social
- La cohesió social és un dels objectius de la creació de l'AMB i és el principi a través del qual es defineixen les polítiques d'urbanisme, de transport, de medi ambient, d'infraestructures i d'assistència als municipis metropolitans. L'objectiu és aconseguir un desenvolupament metropolità cohesionat i solidari, en el qual els beneficis, i els costos, de viure en l'entorn metropolità es distribueixin equitativament entre els seus habitants, independentment del municipi en què visquin.

Amb aquest objectiu, a les competències de l'AMB també s'uneixen les següents:
- Promoció de polítiques plurimunicipals de foment de la cohesió social i de l'equilibri territorial.
- Participació en la Comissió de Seguretat de l'àmbit territorial metropolità per fomentar polítiques de convivència ciutadana.[4]

## Òrgans de govern

Litoral de l'AMB

Hi ha diversos òrgans de govern que faciliten la gestió de l'AMB:
- Consell Metropolità: El Consell Metropolità és el màxim òrgan de govern de l'AMB. Entre les seves tasques hi ha el nomenament i cessament de la presidència de la institució; l'aprovació del Pla d'actuació metropolità, el qual inclou els projectes i serveis que desenvoluparà l'AMB durant el mandat; l'aprovació de les ordenances i dels reglaments, així com la determinació de les tarifes dels serveis metropolitans. El Consell Metropolità l'integren actualment 90 consellers i conselleres metropolitans. Cada un dels 36 municipis disposa d'un nombre de consellers en proporció al seu pes demogràfic. Els alcaldes dels municipis són membres nats del Consell, a més dels regidors i regidores designats pels Ajuntaments, fins a arribar al nombre estipulat per a cada municipi.[4]
- Junta de Govern: La Junta de Govern és l'òrgan que assisteix la presidència en el dia a dia de l'administració metropolitana. Les seves tasques són delegades pel Consell Metropolità i la presidència, amb l'objectiu de garantir l'agilitat en la presa de decisions i de facilitar el treball de l'administració metropolitana. L'integren la presidència de l'AMB i els consellers i conselleres metropolitans nomenats per la presidència a proposta del Consell Metropolità i es reuneix com a mínim dos cops al mes. La Junta de Govern actualment està constituïda per tretze consellers i conselleres metropolitans, incloent-hi la presidència.[4]
- Àltres òrgans de govern:
  - Presidència: Dirigeix el govern i l'administració metropolitana.
  - Vicepresidència executiva: Coordina l'acció del govern i el desenvolupament dels projectes.
  - Vicepresidències: Substitueixen la presidència en els casos determinats per la llei.
  - Consell d'Alcaldes: Òrgan que integra els alcaldes i alcaldesses dels trenta-sis municipis metropolitans.
  - Comissió Especial de Comptes: Organisme encarregat del control de la gestió econòmica de l'AMB.
  - Grups polítics metropolitans: Famílies ideològiques en què s'organitzen els consellers i conselleres metropolitans.

## Eleccions municipals 2015
| Municipi                  | PSC - CP | CiU  | PP   | ICV-E | ERC - AM | Ciutadans | CUP/CAV - PA | Guanyem/Comú | Altres |
| ------------------------- | -------- | ---- | ---- | ----- | -------- | --------- | ------------ | ------------ | ------ |
| Badalona                  | 14,2     | 7,8  | 34,3 | 6,7   | 10,8     | 5,7       | 17,5         | --           | 1,6    |
| Badia del Vallès          | 36,1     | 1,9  | 7,2  | 17,5  | 4,0      | --        | 24,3         | --           | 7,5    |
| Barberà del Vallès        | 24,0     | 4,9  | 9,5  | 9,5   | 10,4     | --        | 16,3         | --           | 23,0   |
| Barcelona                 | 9,6      | 22,7 | 8,7  | 25,2  | 11,0     | 11,0      | 7,4          | --           | 3,4    |
| Begues                    | 7,3      | 33,8 | 14,0 | 16,1  | 18,7     | --        | --           | --           | 7,2    |
| Castellbisbal             | 26,0     | 14,4 | 5,0  | 30,5  | 14,5     | 8,0       | --           | --           | --     |
| Castelldefels             | 15,9     | 8,6  | 27,2 | 15,7  | 10,4     | 8,9       | --           | 7,9          | 3,9    |
| Cerdanyola del Vallès     | 18,7     | 9,4  | 10,0 | 8,9   | 15,2     | 12,5      | 18,6         | --           | 5,0    |
| Cervelló                  | 30,1     | 13,5 | 5,0  | 5,0   | 22,7     | 10,5      | --           | 8,9          | 2,7    |
| Corbera de Llobregat      | 21,1     | 10,7 | 7,1  | 6,3   | 18,7     | --        | 17,2         | --           | 16,9   |
| Cornellà de Llobregat     | 38,5     | 4,2  | 7,8  | 8,2   | 9,2      | 11,3      | --           | 17,4         | 2,3    |
| Esplugues de Llobregat    | 36,1     | 8,0  | 9,9  | 9,8   | 10,2     | 11,8      | 5,8          | --           | 7,2    |
| Gavà                      | 30,7     | 6,9  | 8,3  | 4,5   | 12,1     | 14,7      | 4,5          | 1,5          | 15,5   |
| L'Hospitalet de Llobregat | 33,2     | 6,0  | 9,9  | 10,2  | 9,0      | 13,2      | 5,1          | 7,5          | 4,5    |
| Molins de Rei             | 21,1     | 26,5 | 3,5  | 5,2   | 11,9     | 7,0       | 16,2         | 6,9          | 0,5    |
| Montcada i Reixac         | 16,1     | 9,7  | 6,4  | 15,2  | 13,0     | 15,2      | 7,1          | 11,7         | 4,1    |
| Montgat                   | 12,3     | 24,1 | 5,0  | 10,4  | 20,8     | 11,1      | --           | --           | 14,9   |
| Pallejà                   | 23,4     | 12,4 | 3,2  | 25,9  | 13,5     | 7,2       | --           | --           | 12,4   |
| La Palma de Cervelló      | 9,2      | 32,1 | 3,4  | 42,3  | 10,4     | --        | --           | --           | --     |
| El Papiol                 | 12,9     | 26,9 | 2,6  | --    | 22,2     | --        | --           | --           | 32,7   |
| El Prat de Llobregat      | 14,6     | 5,6  | 9,0  | 35,6  | 8,9      | 8,6       | --           | 6,4          | 10,0   |
| Ripollet                  | 22,4     | 6,3  | 6,7  | 4,7   | 6,6      | 13,1      | 33,7         | --           | 4,9    |
| Sant Adrià de Besòs       | 27,6     | 5,7  | 8,0  | 10,4  | 8,7      | 13,2      | 13,0         | --           | 12,0   |
| Sant Andreu de la Barca   | 34,8     | 5,3  | 5,2  | 7,1   | 13,9     | 9,6       | --           | 14,9         | 8,3    |
| Sant Boi de Llobregat     | 32,4     | 5,8  | 8,0  | 13,4  | 11,6     | 12,4      | 8,3          | --           | 6,4    |
| Sant Climent de Llobregat | 20,0     | 38,1 | 2,0  | 7,4   | 24,9     | --        | --           | --           | 5,3    |
| Sant Cugat del Vallès     | 6,5      | 37,0 | 6,3  | 6,6   | 11,2     | 12,9      | 15,2         | --           | 3,0    |
| Sant Feliu de Llobregat   | 19,3     | 10,0 | 7,6  | 23,7  | 12,7     | 10,7      | --           | 6,6          | 7,7    |
| Sant Joan Despí           | 42,6     | 5,7  | 6,2  | 8,5   | 9,8      | 8,7       | 3,9          | 11,5         | 2,3    |
| Sant Just Desvern         | 31,6     | 18,6 | 6,0  | 12,7  | 17,6     | 8,5       | --           | --           | 3,3    |
| Sant Vicenç dels Horts    | 21,9     | 5,7  | 4,9  | 6,1   | 37,7     | 13,2      | --           | 7,7          | 1,3    |
| Santa Coloma de Cervelló  | 9,8      | 6,8  | 7,1  | 34,3  | 15,5     | --        | --           | --           | 24,8   |
| Santa Coloma de Gramenet  | 40,7     | 3,6  | 7,8  | 7,8   | 4,8      | 11,5      | 18,5         | --           | 4,2    |
| Tiana                     | 27,8     | 21,0 | 7,1  | --    | 14,0     | --        | 9,2          | --           | 18,4   |
| Torelles de Llobregat     | 13,1     | 12,8 | 6,1  | --    | 18,2     | --        | --           | --           | 44,7   |
| Viladecans                | 38,0     | 4,8  | 6,7  | 9,5   | 10,2     | 13,6      | --           | 6,3          | 9,6    |
| Total AMB                 | 17,4     | 16,4 | 10,2 | 18,4  | 11,1     | 10,7      | 8,1          | 2,0          | 4,6    |